# Bossy
«Bossy» es una canción interpretada por la actriz y cantante estadounidense Lindsay Lohan. Escrita y producida por Ne-Yo y el dúo de producción noruego Stargate, fue lanzada por Universal Motown el 27 de mayo de 2008 a través de las tiendas digitales. «Bossy» contó con comentarios variados por parte de los críticos; aunque, tanto el estilo de la canción, como la voz de Lohan, recibieron comentarios poco positivos, además de comparaciones con Britney Spears.
Comercialmente, debutó en la primera posición del conteo Dance Club Songs, y simultáneamente en la setenta y siete de Canadian Hot 100.

## Antecedentes y composición

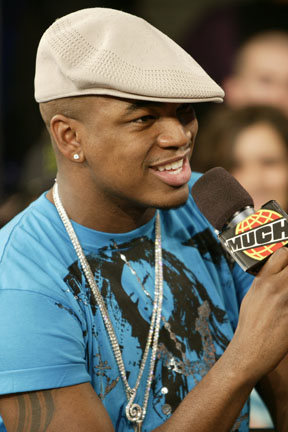
Ne-Yo colaboró en la composición y producción de «Bossy».

«Bossy» fue compuesta y producida por el cantante Ne-Yo y el dúo de productores Stargate conformado por Mikkel Storleer Eriksen y Tor Hermansen. Pertenece a los géneros musicales electrónicos, pop y pop rock. Ne-Yo, dijo la canción es acerca de la fuerza y que se trata básicamente de «una mujer que es lo suficientemente fuerte como para conseguir lo que quiere, cuando lo quiere [...] En este caso, "Bossy" es un término que describe la confianza y el poder; quiero decir, he escrito para Beyoncé, Mary J. Blige, Rihanna, Céline Dion y...Lindsay Lohan. Pero diré esto: ¿qué le dio un récord de calidad?, ella hizo un trabajo fabuloso, ridículamente estaba tan en shock que tuve que llamarla y pedir disculpas por lo que estaba pensando, porque lo hizo muy bien. Creo que el mundo se va a sorprender». La revista People nombró a la canción como una pista heavy metal, dance pop y synthpop. La pista fue filtrada a YouTube a principios de mayo del 2008, mientras que Universal Motown la lanzó el día siete de ese mes. No obstante, fue lanzado a través de las tiendas digitales veinte días después.

## Recepción

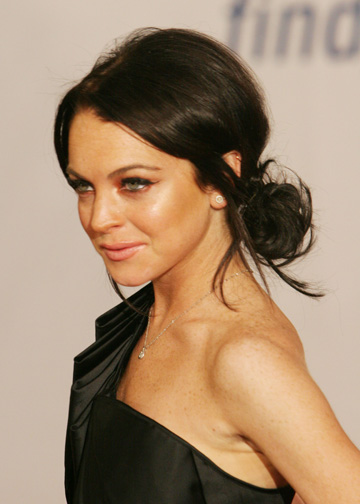
Lohan en 2006.

«Bossy» recibió en general críticas variadas por parte de los críticos. Mariel Concepción de Billboard dijo que «[en la pista se] destaca la voz áspera y dominante de la cantante, como ella rima acerca de que le gusta que las cosas [se hagan a] su manera a través de los tambores simples». Por su parte, Nick Levine de Digital Spy mencionó que las líneas «i'm just a little bossy, i like it how I like it when I like it» muestran un ritmo electrónico y dance pop. Además opinó que la canción «no es oro pop, el coro le falta un poco de empuje y la voz de Lohan aún no es convincente, pero, [si fuera] la primera canción de Lohan, estaríamos dispuestos a escuchar más de una vez. Eso, suponemos, es suficiente para constituir un pequeño paso adelante».
En cuanto al recibimiento comercial «Bossy» únicamente entró a dos listas musicales. En los Estados Unidos logró alcanzar el primer puesto en la lista Dance/Club Play Songs, mientras que se posicionó en el puesto dieciséis en la lista de fin de año. Por su parte, en Canadá, obtuvo el puesto setenta y siete.

## Formatos
- Descarga digital

| «Bossy» |         |          |  |
| N.º     | Título  | Duración |  |
| 1.      | «Bossy» | 4:10     |  |

| «Bossy (Club)» |                                            |          |  |
| N.º            | Título                                     | Duración |  |
| 1.             | «Bossy» (Mike Rizzo Funk Generation Club)  | 7:27     |  |
| 2.             | «Bossy» (DJ Escape & Dom Capello Club Mix) | 8:11     |  |
| 3.             | «Bossy» (Soulshaker Club Mix)              | 7:16     |  |
| 4.             | «Bossy» (Josh Harris Club Mix)             | 7:26     |  |
| 5.             | «Bossy» (Mike Rizzo Funk Generation Dub)   | 7:11     |  |
| 6.             | «Bossy» (DJ Escape & Dom Capello Dub)      | 6:09     |  |

| «Bossy (Radio)» |                                                |          |  |
| N.º             | Título                                         | Duración |  |
| 1.              | «Bossy» (Mike Rizzo Funk Generation Radio Mix) | 3:46     |  |
| 2.              | «Bossy» (Josh Harris Radio Mix)                | 3:52     |  |
| 3.              | «Bossy» (Soulshaker Radio Mix)                 | 3:23     |  |
| 4.              | «Bossy» (DJ Escape & Dom Capello Radio Mix)    | 3:55     |  |
| 5.              | «Bossy» (Mr Mig Radio Mix)                     | 4:05     |  |

## Listas
| País (Lista 2008)                      | Mejor posición |
| -------------------------------------- | -------------- |
| Canadá                                 | 77             |
| Estados Unidos (Dance/Club Play Songs) | 1              |

### Anuales
| País (Lista 2008)                      | Posición |
| -------------------------------------- | -------- |
| Estados Unidos (Dance/Club Play Songs) | 16       |